# لورا بوتيتشي
لورا بوتيتشي (من مواليد 3 يوليو 1971) سياسية إيطالية من حركة النجوم الخمسة. وهي عضوة في مجلس الشيوخ منذ عام 2013.